# Albatroz-patinegro
O albatroz-patinegro, albatroz-de-pés-negros ou albatroz-escuro-do-norte (Phoebastria nigripes, ou Diomedea nigripes) é uma grande ave marinha do Pacífico Norte. É uma das três espécies que vivem no hemisfério norte, e nidifica em ilhas tropicais isoladas.  Em 1949, Hans von Boetticher incluiu esta espécie no género monotípico Penthirenia, caído em desuso.

## Descrição
O albatroz-patinegro é uma das espécies de menor porte de entre os albatrozes, ainda que continue a ser uma ave de tamanho grande se comparada com outras aves marinhas. A sua plumagem é, na maior parte, escura. 10% dos espécimes apresentam penas brancas na base da cauda, e todos os adultos têm marcas brancas em volta da base do bico e abaixo dos olhos. O bico e as patas são também totalmente escuros. Medem, em média, 81 cm de comprimento, 3,3 kg de peso (7.4 lbs)  e uma envergadura de 2,1 m.